# Неф, Хари
Хари Неф (англ. Hari Nef; род. 21 октября 1992, Филадельфия, Пенсильвания) — американская актриса кино и телевидения, модель, транс-активистка, также известна как писательница (лёгких журнальных заметок), актриса театра и кинопродюсер.

## Биография
Хари Неф родился 21 октября 1992 года в городе Филадельфия (штат Пенсильвания, США) в еврейской семье. Отец — Дэвид Нефф, менеджер по рекламе; мать — Робин Клебник. Когда Хари было два года, его родители развелись, ребёнок воспитывался матерью, они переехали в город Ньютон (штат Массачусетс). В 2015 году Неф окончила (уже стала женского пола; начала принимать женские гормоны с марта 2014 года) драматический факультет Колумбийского университета («драмы и театрального искусства»).
Минимум с 2014 года — член организации PFLAG («Родители, семьи и друзья лесбиянок и геев»).
Является трансгендером и сама говорит об этом так: «Я была романтически социализирована как гей, и теперь, когда я, по сути, гетеросексуальная женщина, я должна научиться разговаривать с натуралами, что является самой страшной вещью, которую я когда-либо делала. Быть женщиной означает, что мои мужские привилегии вышли за пределы моего тела. Я двухлетняя девочка, проходящая ускоренный курс».

### Актриса
Сама актриса утверждает, что «начала сниматься с пяти лет».
С 2013 года Неф начала сниматься в небольших ролях в кинофильмах (в основном, в короткометражных), а в 2015 году прошла кастинг на довольно заметную роль в телесериале «Очевидное», и эта роль стала прорывной в её карьере: за неё актриса получила номинацию в категории «Премия Гильдии киноактёров США за лучший актёрский состав в комедийном сериале».
По состоянию на март 2024 года актриса снялась в 33 фильмах и сериалах.
В 2018 году Неф впервые появилась на бродвейских подмостках: она сыграла небольшую роль в постановке Джереми О. Харриса «Папочка». Весной 2023 года сыграла роль в постановке по пьесе Антона Чехова «Чайка».

### Писательница
Неф пишет заметки на самые разнообразные темы: от изобразительного искусства и кино до секса, гендера и трансгендерной идентичности. Из наиболее заметных — очерки о таких знаменитостях как режиссёр Джон Уотерс, певица-актриса Ла Венено, актёры Хавьер Кальво, Хавьер Амбросси, о сериале «Венено».
Вела популярную регулярную колонку на тему «Сексуальные советы и опыт» в журнале для взрослых Adult. Заметки Неф печатаются в таких известных журналах (не только американских, но и британских, французских) как Artforum, Dazed, Vice, L’Officiel, I-D magazine.

### Модель
С 2014 года Неф начала карьеру модели, появившись на обложке журнала Frische Magazine. В том же году она заняла 68-е место в списке «100 лучших фотомоделей» по версии журнала Dazed, а чуть позднее поднялась на вершину списка по версии читателей этого журнала. Была участницей Недели моды в Нью-Йорке (весна 2015), в мае того же года подписала контракт с известным модельным агентством IMG Models и стала первой открытой женщиной-трансгендером IMG Models. В августе 2015 снялась в клипе группы The Drums на песню There Is Nothing Left (главная роль — девушка на свидании с молодым человеком, которую преследует чудовище, похожее на бигфута). В ноябре 2015 года издание The Forward включило Неф в свой список Forward 50 — «50 самых влиятельных американцев еврейского происхождения за 2015 год».
Журнал Elle (британская версия) выпустил специальные коллекционные обложки для своего сентябрьского номера за 2016 год, и на одной из них была изображена Хари Неф, что стало первым случаем в истории, когда открытая трансгендерная женщина появилась на обложке крупного коммерческого британского журнала.
В январе 2017 года Неф снялась в серии дорогих рекламных роликов L'Oréal Paris True Match — её партнёрами здесь выступили всемирно известные модели Блейк Лайвли, Лара Стоун и Цзюй Сяовэнь. Премьера этой рекламной кампании состоялась на вручении премии «Золотой глобус-2017».
Сайты, посвящённые показам мод, так говорят о Неф: «Мода просто обожает актрису Хари Неф, и на то есть веские причины. Помимо своего угловатого андрогинного лица, Неф также возглавляет движение „набухающих“ трансгендеров, так что однажды это перестанут называть „движением“, как будто это какая-то мимолётная тенденция».

## Награды и номинации
- 2016 — Премия Гильдии киноактёров США в категории «Лучший актёрский состав в комедийном сериале» за роль в сериале «Очевидное» — номинация[25].

## Фильмография

### Актриса: широкий экран
- 2018 — Нация убийц / Assassination Nation — Бекс
- 2018 — Мэпплторп[англ.] / Mapplethorpe — Динь-Динь
- 2022 — Радости и горести[англ.] / Simchas and Sorrows — раввин Коэн
- 2022 — 1Up[англ.] / 1Up — Слоун
- 2022 — Милая встреча[англ.] / Meet Cute — Чаи
- 2023 — Плохие вещи[англ.] / Bad Things — Кэл
- 2023 — Барби / Barbie — Барби-доктор

### Актриса: телевидение
- 2015 — Очевидное / Transparent — Гиттель (в 5 эпизодах[англ.])
- 2018 — Кемпинг[англ.] / Camping — Ниа (в эпизоде Up All Night)
- 2018 — Ты / You — Блайт (в 4 эпизодах)
- 2020 — Комната 104 / Room 104 — Кэтрин (в эпизоде The Murderer)
- 2022 — И просто так / And Just Like That… — раввин Джен (в эпизоде Seeing the Light)
- 2022 — Удивительная миссис Мейзел / The Marvelous Mrs. Maisel — Л. Рой Данэм (в эпизоде Maisel vs. Lennon: The Cut Contest)
- 2023 — Экстраполяции / Extrapolations — Анна (в эпизоде 2068: The Going-Away Party)
- 2023 — Кумир / The Idol — Талиа (в 5 эпизодах)

### Прочие работы
- 2022 — Радости и горести[англ.] / Simchas and Sorrows — продюсер